# یوشیتو هوری
یوشیتو هوری (堀義人 Hori Yoshito) (متولد ۲۸ مارس ۱۹۶۲) یک کارآفرین، آموزگار و سرمایه‌گذار ژاپنی است. او بنیان‌گذار و رئیس شرکت گلوبیس و مدرسه مدیریت گلوبیس است. او همچنین بنیان‌گذار و شریک مدیر گلوبیس کپیتال پارتنرز، رئیس موسسه جی۱ و بنیاد کیبو، و مالک تیم بسکتبال ایباراکی روبوتس و ایستگاه رادیویی لاکی‌اف‌ام ایباراکی است.

## اوایل زندگی
یوشیتو هوری در نی‌ایهاما، استان اهیمه در ۲۸ مارس ۱۹۶۲ به دنیا آمد. هوری بیشتر دوران کودکی خود را در توکای، ایباراکی گذراند، جایی که پدرش به عنوان پژوهشگر هسته‌ای کار می‌کرد. در سن ۳ سالگی همراه با خانواده‌اش به نیویورک در ایالات متحده مهاجرت کرد. حدود دو سال بعد خانواده او به میشیگان نقل مکان کردند. هوری در دوران کلاس دوم ابتدایی به ژاپن بازگشت و حوالی انتهای کلاس ششم، خانواده‌اش به میتو، استان ایباراکی نقل مکان کردند.
هوری به مدرسه عالی استان ایباراکی در زادگاه خود میتو رفت و در سال ۱۹۸۱ از آنجا فارغ‌التحصیل شد. پس از دبیرستان، وارد دانشگاه کیوتو شد و در سال ۱۹۸۶ مدرک کارشناسی علوم در رشته مهندسی را دریافت کرد.
هوری کار خود را در شرکت سومیتومو در سال ۱۹۸۶ آغاز کرد، جایی که مسئول توسعه کسب‌وکارهای جدید و تجارت خارجی تجهیزات کارخانه‌ها بود. او توانست در سال ۱۹۸۹ از کارفرمای خود حمایت مالی دریافت کند تا در دانشکده کسب‌وکار هاروارد تحصیل کند. در حین تحصیل در این دانشکده، هوری تحت تأثیر همکلاسی‌های خود قرار گرفت و تصمیم گرفت به سمت کارآفرینی حرکت کند. او مشاهده کرد که ایالات متحده محیطی مساعد برای استارتاپ‌ها فراهم می‌کند. هوری تصمیم گرفت محیط مشابهی را در ژاپن ایجاد کند تا اکوسیستمی از دانش، افراد و سرمایه‌گذارها بسازد.
هوری در سال ۱۹۹۱ کارشناسی ارشد مدیریت کسب‌وکار خود را دریافت کرد. او در سال ۱۹۹۲ از سومیتومو کناره‌گیری کرد تا کسب‌وکار خود را آغاز کند.

## گروه گلوبیس

### شرکت گلوبیس
هوری گلوبیس را در ژاپن در تاریخ ۱ اوت ۱۹۹۲ با سرمایه‌گذاری ۸۰۰٬۰۰۰ ین (حدود ۷٬۵۰۰ دلار آمریکا) تأسیس کرد. او ابتدا به دانشگاه خود دربارهٔ راه‌اندازی یک شعبه از دانشکده کسب‌وکار هاروارد در ژاپن پیشنهاد داد، اما درخواست او رد شد. با این حال، توافق‌نامه‌ای برای استفاده از مطالعات موردی هاروارد منعقد شد. هوری تدریس یک دوره بازاریابی مبتنی بر روش مطالعه موردی را از یک کلاس کوچک اجاره‌ای در شیبویا-کو، توکیو آغاز کرد. سپس دیگر موضوعات تجاری مانند مسائل مالی مورد مطالعه قرار گرفتند. این شروعی بود برای تأسیس مدرسه مدیریت گلوبیس (GMS)، که بخش آموزش کسب‌وکار شرکت به حساب می‌آمد.
تا سال ۱۹۹۳، مدرسه مدیریت گلوبیس به سه شعبه در توکیو، اوساکا و ناگویا گسترش یافته بود. در این بین یک برنامه آموزش کارشناسی ارشد مدیریت کسب‌وکار مشترک با دانشگاه لستر در سال ۱۹۹۶ راه‌اندازی شد، که در ژانویه ۲۰۰۸ متوقف شد. در سال ۲۰۰۳، دیپلم تحصیلات تکمیلی در مدیریت کسب‌وکار (GDBA) برای دانش‌آموختگان قابل دریافت شد، که پیش‌نیازی برای دریافت مدرک کارشناسی ارشد مدیریت کسب‌وکار بود که پس از تأسیس مدرسه تحصیلات تکمیلی مدیریت، دانشگاه گلوبیس ارائه می‌شد. برنامه دیپلم تحصیلات تکمیلی در مدیریت کسب‌وکار (GDBA) در سال ۲۰۱۳ متوقف شد.
گلوبیس پس از راه‌اندازی مدرسه مدیریت گلوبیس وارد چندین حوزه تجاری جدید شد. در سال ۱۹۹۳، خدمات آموزش شرکتی راه‌اندازی شد. در سال ۱۹۹۵، نخستین مجموعه کتاب‌های کارشناسی ارشد مدیریت کسب‌وکار گلوبیس منتشر شد. برنامه‌های آموزش اجرایی در سال ۲۰۰۵ اضافه شدند. در سال ۲۰۱۶، سرویس یادگیری آنلاین گلوبیس مانابی‌هودای راه‌اندازی شد. شرکت در سال ۲۰۱۸ پلتفرم ال‌ام‌اس را معرفی کرد. تا سال ۲۰۲۲، گلوبیس ۶۹۱ کارمند داشت، دفاتری در توکیو، اوساکا، ناگویا، سندای، فوکواکا و یوکوهاما داشت و شعبه‌های خارجی در چین، سنگاپور، تایلند، ایالات متحده و بلژیک داشت.